# Suite per a piano núm. 3 (Enescu)
La Suite per a piano núm. 3 Pieces impromptues, op. 18, són un cicle de set peces per a piano compostes per George Enescu entre el juny de 1913 i el juliol de 1916, amb una durada d'uns 35 minuts.

## Moviments
- I. Mélodie
- II. Voix de la steppe
- III. Mazurka mélancolique
- IV. Burlesque
- V. Appassionato
- VI. Choral
- VII. Carillon nocturne

## Origen i context
Aquest grup de suites contenen algunes de les músiques per a piano més pures i tranquil·les d'Enescu, en cap cas s'endevina que estaven sent compostes sota l'amenaça de la guerra entre el 1913 i el 1916.
Aquest grup de suites van ser compostes entre les dues simfonies massives que Enescu va completar durant aquests anys. En aquest cas, l'anomenada Tercera Suite per a piano no s'hauria de considerar una suite, sinó un conjunt de peces separades, que també són conegudes amb el títol Pièces Impromptues. Enescu va pensar després que havia perdut el manuscrit, però després de la seva mort, Romeo Drăghici les va redescobrir.

## Anàlisi musical
Les set peces estan plenes de fantasia, amb influències de Strauss (Morgen a Mélodie) Rakhmàninov, Granados (Voix de la Steppe), Franck (Mazurka Mélancolique té un caràcter del personatge de Danse Lente), (Mússorgski (Burlesque, que conté fragments de danses populars, música de címbal i un vals de fira) o Strauss (Morgen). El Carillon nocturne, imitant el so de les campanes del monestir que ressonen sobre les pastures de Sinaia, anuncien les Visions de l'Amen de Messiaen, «un misteri pur, una atmosfera harmònica de la més subtil atonalitat» segons les paraules del compositor romanès Pascal Bentoiu. La sonoritat de les campanes es captura de manera excepcionalment completa: sobre les notes principals, els harmònics impurs es reuneixen en grups (distribuïts en dues octaves) de quintes, sisenes i setenes simultànies, tot això en un registre de "pianissimo". Així i tot, aquesta peça no es limita a ser una simple imitació del so de les campanes sinó que assenyala l'estructura i l'harmonia del tercer moviment de la Primera Sonata per a piano, que es va compondre vuit anys més tard.